# Hey Look Ma, I Made It
«Hey Look Ma, I Made It» es una canción de la banda estadounidense Panic! at the Disco, fue lanzada a través de Fueled by Ramen y DCD2  Records el 26 de febrero de 2019 como tercer sencillo de su sexto álbum de estudio, Pray for the Wicked  (2018). La pista fue escrita por Brendon Urie, Dillon Francis, Michael Angelakos, Sam Hollander, Jake Sinclair y Morgan Kibby.

## Antecedentes y lanzamiento
«Hey Look Ma, I Made It» fue escrita en clave de Fa mayor con un tempo de 108 latidos por minuto por Brendon Urie, Dillon Francis, Michael Angelakos, Sam Hollander, Jake Sinclair y Morgan Kibby, mientras que la producción fue llevada a cabo por Jake Cinclair y Dillon Francis. Se lanzó como tercer sencillo del sexto álbum de estudio de la banda Pray for the Wicked el 26 de febrero de 2019.
La revista Billboard la describió como una canción con  "una energía vibrante" y "melodías brillantes". Para AllMusic la pista es desbordante, repleta de ritmos, sintetizadores.

## Vídeo musical
El video musical de «Hey Look Ma, I Made It» se estrenó el 21 de junio de 2018, seis meses antes de que la canción fuese anunciada como sencillo. El clip fue nombrado uno de los diez mejores videos musicales alternativos de 2018 por iHeartRadio.

## Lista de canciones
- Descarga digital[10]

| N.º | Título                            | Duración |  |
| 1.  | «Hey Look Ma, I Made It» (Single) | 2:50     |  |

## Posicionamiento en listas
| Listas (2019)                           | Mejor posición |
| --------------------------------------- | -------------- |
| Bélgica (Ultratop) Flanders             | 6              |
| Bélgica (Ultratop) Wallonia             | 49             |
| Canadá (Canadian Hot 100)               | 51             |
| Canadá (Canadian AC)                    | 39             |
| Canadá (CHR/Top 40)                     | 20             |
| Canadá (Hot AC)                         | 0              |
| Estados Unidos (Billboard Hot 100)      | 16             |
| Estados Unidos (Adult Contemporary)     | 21             |
| Estados Unidos (Adult Top 40)           | 3              |
| Estados Unidos (Dance/Mix Show Airplay) | 14             |
| Estados Unidos (Hot Rock Songs)         | 1              |
| Estados Unidos (Mainstream Top 40)      | 6              |
| Estados Unidos (Rock Airplay)           | 5              |
| Estados Unidos (Rolling Stone Top 100)  | 87             |
| Países Bajos (Dutch Top 40)             | 20             |
| Países Bajos (Single Top 100)           | 68             |
| Reino Unido (UK Singles Chart)          | 86             |

## Certificaciones
| País (organismo certificador) | Certificación | Unidades certificadas |
| ----------------------------- | ------------- | --------------------- |
| Canadá (Music Canada)         | Oro           | 40 000                |
| Estados Unidos (RIAA)         | Oro           | 500 000               |